# Serédina-Buda
Serédina-Buda (en ucraniano: Середина-Буда, romanizado: Serédyna-Buda; en ruso: Середина-Буда) es una ciudad ucraniana perteneciente al óblast de Sumy. Situada en el norte del país, es parte del raión de Shostka y centro del municipio (hromada) homónimo.

## Geografía
Serédina-Buda se encuentra en el nacimiento del río Ulichka, a 150 km al noroeste de Sumy y en la frontera con Rusia.

## Historia
Serédina-Buda fue fundada en la segunda mitad del siglo XVII por migrantes del movimiento religiosos de los viejos creyentes. Después de la eliminación del sistema administrativo de los regimientos cosacos en 1765, la ciudad quedó bajo el gobierno de la Pequeña Rusia como parte de la gobernación de Chernígov. En la segunda mitad del siglo XVIII se desarrollaron el comercio y la producción (comercio de granos, cáñamo, tela, hierro, pescado y carne).  
En 1858 la población llegó a 4.674 personas. Desde principios del siglo XX hasta mediados de la década de 1920, las pequeñas empresas artesanales fueron muy activas en Serédina-Buda. La construcción del ferrocarril Vorozhbá - Serédina-Buda en 1895 favoreció la explotación forestal y la construcción posterior (1905-1907) de la sección Navlia - Konotop del ferrocarril de Moscú a Kiev permitió el crecimiento de la agroindustria. El desarrollo de la industria llevó a un crecimiento de la población y la ciudad tenía 6.290 habitantes en 1911. 
A principios de mayo de 1918, de acuerdo con las cláusulas del tratado de Brest-Litovsk, Serédina-Buda se convirtió en "zona neutral". Posteriormente pasó a formar parte de la República Socialista Soviética de Ucrania en el óblast de Chernígov, pero fue trasladada al óblast de Sumy, creada por el Decreto del Presídium del Sóviet Supremo de la URSS del 10 de enero de 1939. 
Durante la Segunda Guerra Mundial, la ciudad y sus alrededores fueron escenario de intensos combates. Varios grupos guerrilleros operaban en la región  y en las afueras del pueblo se creó un campo de concentración. 
Serédina-Buda recibió el estatus de ciudad en 1964. Después de la declaración de independencia de Ucrania, la ciudad se encontró en la frontera con Rusia y fue equipada con un paso fronterizo.
Hasta el 18 de julio de 2020, Serédina-Buda fue centro del raión de Serédina-Buda. El raión se abolió en julio de 2020 como parte de la reforma administrativa de Ucrania, que redujo el número de raiones del óblast de Sumy a cuatro. El área del raión de Serédina-Buda se fusionó con el raión de Shostka.
Tras la invasión rusa de Ucrania, Serédina-Buda fue ocupada por tropas rusas el 24 de febrero de 2022, pero fue recuperada por tropas ucranianas el 8 de abril de 2022. Después de la liberación, la ciudad y la zona ha sido bombardeada por el ejército ruso repetidamente.A finales de marzo de 2024, el gobierno ucraniano tomó la decisión de evacuar por la fuerza a los niños de la ciudad por los bombardeos masivos.

## Demografía
La evolución de la población de Serédina-Buda entre 1858 y 2022 fue la siguiente:
| 4674                                                          | 6290 | 7490 | 7257 | 7700 | 7862 | 7537 | 7965 | 8499 | 7511 | 7257 | 7301 | 7231 | 6888 |
| (Fuente: Cities & Towns of Ukraine y UKRAINE: Größere Städte) |      |      |      |      |      |      |      |      |      |      |      |      |      |

Según el censo de 2001, el 81,58% de la población son ucranianos y el 17,57% son rusos. En cuanto al idioma, la lengua materna de la mayoría de los habitantes, el 86,06%, es el ruso; del 13,79% es el ucraniano.

## Economía
Durante la época soviética funcionaron en Serédina-Buda una planta de instalación de grandes piezas, fábricas de mantequilla, harina y otras industrias alimentarias. Actualmente la actividad económica se concentra en las áreas de comercio y servicios.

## Infraestructura

### Transporte
Serédina-Buda, que alguna vez fue un centro de transporte de importancia regional, ahora ha perdido este papel: está en el ramal de la línea Briansk-Konotop y cuenta con el servicio de la estación de tren de Zernove. Por la ciudad discurren las vías territoriales T-19-08, T-19-15 y T-19-24. 